# Europejskie Drzewo Roku (konkurs)
Europejskie Drzewo Roku (konkurs) – międzynarodowy konkurs odbywający się od 2011 roku. W 2017 roku wybrane zostało polskie drzewo – Dąb Józef.
Konkurs na poziomie Europy odbył się po raz pierwszy w 2011 roku, jako kontynuacja krajowego konkursu Drzewo Roku organizowanego przez Czeską Fundację Partnerstwa dla Środowiska. W siódmej edycji konkursu wzięło udział 16 europejskich państw.
Patronem akcji jest Environmental Partnership Association.
Pierwszym etapem jest wybór drzewa roku na poziomie krajowym i nominowanie go do konkursu europejskiego. Polską część konkursu przeprowadza Klub Gaja . W edycji krajowej 2016 roku zwyciężył Dąb Józef z Wiśniowej . W latach 2022–2024 zwycięzcami konkursu ogłoszono kolejne drzewa z Polski: Dąb Dunin z Przybudek, Dąb Fabrykant z Łodzi oraz Buk "Serce Ogrodu" z Arboretum Wojsławice w Niemczy. 
Cel zadeklarowany przez organizatora .

Celem Konkursu Europejskie Drzewo Roku jest zwrócenie uwagi na ciekawe stare drzewa, jako ważne elementy dziedzictwa przyrodniczego i kulturowego, które powinniśmy cenić i chronić. W Konkursie Europejskie Drzewo Roku, w odróżnieniu od innych konkursów, decydujące nie jest piękno, rozmiary, czy też wiek, ale historia i związki drzew z ludźmi. Szukamy drzew, które stały się integralną częścią społeczności.

| Rok  | Zdjęcie | Państwo    | Gatunek                                        | Uwagi                                               | Wiek (lat) |
| ---- | ------- | ---------- | ---------------------------------------------- | --------------------------------------------------- | ---------- |
| 2024 |         | Polska     | Buk pospolity (Fagus sylvatica) 'Autropunicea' | Buk "Serce Ogrodu" w Arboretum Wojsławice w Niemczy | 200        |
| 2023 |         | Polska     | Dąb szypułkowy                                 | Dąb Fabrykant w Łodzi                               | 150-180    |
| 2022 |         | Polska     | Dąb szypułkowy (Quercus robur)                 | Dąb Dunin w Przybudkach                             | 400        |
| 2021 |         | Hiszpania  | Dąb ostrolistny                                | Drzewo czarownic w Alto Aragón                      | 1000       |
| 2020 |         | Czechy     | Sosna zwyczajna                                | Chudobín                                            | 350        |
| 2019 |         | Węgry      | Migdałowiec pospolity                          | Symbol wiecznej odnowy w Peczu                      | 135        |
| 2018 |         | Portugalia | Dąb korkowy (Quercus suber)                    | Dąb Świstak w Águas de Moura                        | 234        |
| 2017 |         | Polska     | Dąb szypułkowy (Quercus robur)                 | Dąb Józef w Wiśniowej                               | 650        |
| 2016 |         | Węgry      | Dąb omszony (Quercus pubescens)                | Najstarsze drzewo w Bátaszék                        | 300-400    |
| 2015 |         | Estonia    | Dąb szypułkowy (Quercus robur L.)              | Dąb na boisku piłkarskim w Orissaare                | około 150  |
| 2014 |         | Bułgaria   | Wiąz (Ulmus minor)                             | Stary Wiąz w Sliwen                                 | 1100       |
| 2013 |         | Węgry      | Platan (Platanus acerifolia)                   | Platan w Egerze                                     | 250        |
| 2012 |         | Węgry      | Lipa (Tilia sp.)                               | Stara Lipa w Felsőmocsolád                          | 400        |
| 2011 |         | Rumunia    | Lipa drobnolistna (Tilia cordata)              | Lipa w Leliceni                                     | 500        |

W 2016 roku odbyła się pierwsza edycja Azjatyckiego Drzewa Roku na Sri Lance.
W Australii zwyciężył eukaliptus rosnący w Lesie Państwowym Toolangi w stanie Victoria.